# ノドジロクイナ
ノドジロクイナ(喉白水鶏、学名：Canirallus cuvieri) は、ツル目クイナ科に分類される鳥類の一種である。本種を別属ノドジロクイナ属（Dryolimnas）として扱うこともある。その場合、学名はDryolimnas cuvieriとなる。

## 分布
マダガスカル、セーシェル（アルダブラ諸島）に分布する。以前はモーリシャスにも生息していた。

## 形態
体長約30cm。体の上面は緑色がかったオリーブ色で、頭から胸、体の下面は濃い茶褐色である。喉の部分は白色でよく目立つ（これが英名、和名の由来である）。下腹から下尾筒にかけて黒色で、黄褐色の縞模様が入っている。虹彩は黄褐色、嘴は黒色である。

## 生態
森林や湿地、マングローブ林、乾いた珊瑚礁の上などに生息する。主に地上で生活しており、飛翔力はあまり強くない。他のクイナ類と比べると警戒心が薄い。
主に昆虫類を捕食する。
求愛ディスプレイの一つとして、雌が雄の目の周囲や頭の羽づくろいをする行動をとる。岩の窪みや草の茂みに作り、1腹3-4個の卵を産む。

## 亜種
以下の3亜種に分類される。
- Canirallus cuvieri cuvieri

基亜種。マダガスカルに分布。モーリシャスでは絶滅した。
- Canirallus cuvieri aldabranus

セーシェルに分布。
- Canirallus cuvieri abbotti

アサンプション島に分布していたが、人間とともに移入したネコの食害により1900年代初めに絶滅した。